# Walkie-talkie

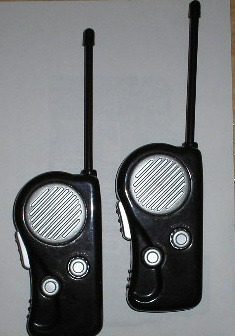
Walkie-talkie

Walkie-talkie – radiotelefon służący do dwukierunkowej łączności (półdupleks) w technologii naciśnij i mów między użytkownikami, wyposażonymi w identyczne lub kompatybilne ze sobą urządzenia, bez pośrednictwa sieci radiotelefonicznej. Walkie-talkie używany obecnie jest urządzeniem osobistym, głównie w postaci wielokanałowego (8–25 kanałów) przenośnego kieszonkowego radiotelefonu. Ze względu na małą moc nadajnika (0,1–0,5 W) walkie-talkie ma mały zasięg wynoszący maksymalnie do kilku kilometrów.  
Walkie-talkie zostało wynalezione w 1938 r. przez amerykańskiego inżyniera Alfreda J. Grossa. W latach 1940–1943 polski inżynier Henryk Magnuski z zespołem, pracując w firmie Galvin Manufacturing Corporation (od 1947 Motorola), opracował dwa typy walkie-talkie, dla Sił Zbrojnych Stanów Zjednoczonych: SCR-536- model ręczny o zasięgu ćwierć mili pracujący w systemie AM i jego następcę SCR-300. Model SCR-300 ważący wraz z bateriami 17 kg (35 funtów) miał zasięg do 15 km, w zależności od ukształtowania terenu. SCR-300 działał w systemie FM w zakresie 40 do 48 MHz, z podziałem na 41 kanałów. Część odbiorcza używała systemu zwanego Automatyczną Kontrolą Częstotliwości, który dostrajał radio do częstotliwości sygnału przychodzącego. Ten obwód umożliwiał wysyłanie transmisji wychodzących SCR-300 na dokładnie tej samej częstotliwości, eliminując potrzebę oddzielnego strojenia częstotliwości nadawania.

## Incydenty
17 września 2024 około godziny 15:30 w Libanie i Syrii jednocześnie eksplodowały tysiące używanych przez bojowników Hezbollahu pagerów, a dzień później około 24 godziny po pierwszych eksplozjach w Libanie doszło do drugiej fali eksplozji. Wybuchającymi urządzeniami były używane przez bojowników Hezbollahu radiotelefony ręczne ICOM-IC-V82 firmy ICOM.